# Turnspit (perro)
Turnspit o como se le conocía el Perro cocinero o simplemente como pequeño labrador, fue una raza de perro que se desarrolló como perro de trabajo en Inglaterra durante la edad media pero a mediados de los años 1800 se le consideró prácticamente extinto. Por lo general era un perro empleado para trabajos domésticos debido a sus características especiales y también era un buen perro de compañía para las señoras de la casa.
Aunque no se tienen muchos registros sobre el origen de esta raza, este perro no era conocido fuera de Inglaterra y su crianza no era masiva ni moderada, sin embargo hay registros que había también unos cuantos ejemplares en Alemania y Gales.

## Historia
Como se dijo anteriormente, se desconoce mucho el origen del Turnspit y sobre todo si surgió de un cruce selectiva de algunas razas o si era raza pura, de lo que se sabe es que fue un perro de raza inglesa, que lo usaban los chefs como ayudantes, por medio de una rueda especialmente diseñada para ellos, en las que al caminar, hacían girar los espetones para asar la carne en las cocinas de las casas señoriales, ya que había veces donde el trabajo estaba tan saturado que los Trunspit facilitaban la producción en la cocina, mientras que en el trabajo campesino lo usaban para batir mantequilla o moler el grano del trigo. Además de que estaban educados para esto, aunque era en un precio muy alto ya que los perros corrían por horas sin descanso.
También se le conocía por ser un perro faldero, muchas amas de casa de clase media poseían un Turnspit como perro de compañía.

## Carácter
Se decía que los Turnspit eran perros que aprendían con facilidad y al ser perros de compañía se les facilitaba el aprendizaje, perros totalmente obedientes y dispuestos a la labor, muy apegados al amo y sobre todo era un perro muy dócil, que era el ideal para la compañía de las mujeres británicas de aquel entonces.
Se decía que aunque tuvieran miradas tristes pero a la vez fija, eran perros muy inteligentes

## Características
El Turnspit, al igual que otras razas como el Dachshund y el Basset Hound tenía una peculiar fisionomía llamada bassetismo, debido a su pequeño y alargado cuerpo, patas demasiado fuertes y sobre todo era un animal demasiado veloz, el hocico era pequeño, un poco similar a la forma de un Chihuhueño y a la de un Fox Terrier. Medía aproximadamente 25 a 30 cm de alto de la cruz, ya que la única evidencia de su tamaño es en el museo de Abergavenny, en donde se tiene al único Turnspit disecado. Se decía que también variaba de colores como el dorado, similar al del Golden Retriever que era el más común, también existía el amarillo y el rojo fuego.

## Extinción
A esta raza se le consideró prácticamente extinta en el año de 1861, no estaba claro si los últimos ejemplares eran auténticos Turnspit, cuando la raza poco a poco empezó a ganar fama, cuando había Turnspit que no eran muy uniformes es decir, eran más altos y algunos tenían orejas más largas dentro de Inglaterra. Y cuando se supo que no se podía recuperar de nuevo la raza, era demasiado tarde ya que se desconocía el tipo de perros que se usaban para su crianza, los últimos ejemplares vivos se vieron en Alemania y en Gales a inicios del siglo XX.